# 科科列夫卡
科科列夫卡（羅馬化：Kokorevka）是俄罗斯布良斯克州的市级镇，属苏泽姆卡区，在区行政中心苏泽姆卡东北方。
该地2021年人口有1,683人；2010年人口1,962；2002年人口2,452；1989年人口2,802。